# Whispering Ghosts
Whispering Ghosts is een Amerikaanse filmkomedie uit 1942 onder regie van Alfred L. Werker.

## Verhaal
H.H. van Buren speelt de rol van detective in een hoorspel op de radio. Hij wil ook detective zijn in het echte leven. Wanneer hij de geheimzinnige dood van een oude kapitein onderzoekt, leidt het spoor naar een spookschip.

## Rolverdeling
| Acteur           | Personage          |
| ---------------- | ------------------ |
| Milton Berle     | H.H. van Buren     |
| Brenda Joyce     | Elizabeth Woods    |
| John Shelton     | David Courtland    |
| John Carradine   | Norbert            |
| Willie Best      | Euclid Brown       |
| Edmund MacDonald | Jerry Gilpin       |
| Arthur Hohl      | Inspecteur Norris  |
| Grady Sutton     | Jonathan Flack     |
| Milton Parsons   | Dr. Walter Bascomb |
| Abner Biberman   | Mack Wolf          |
| Renie Riano      | Meg                |
| Charles Halton   | Mark Gruber        |
| Harry Hayden     | Conroy             |